# Woodstocks slott

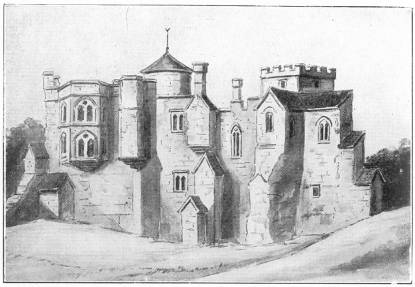
Woodstocks slott

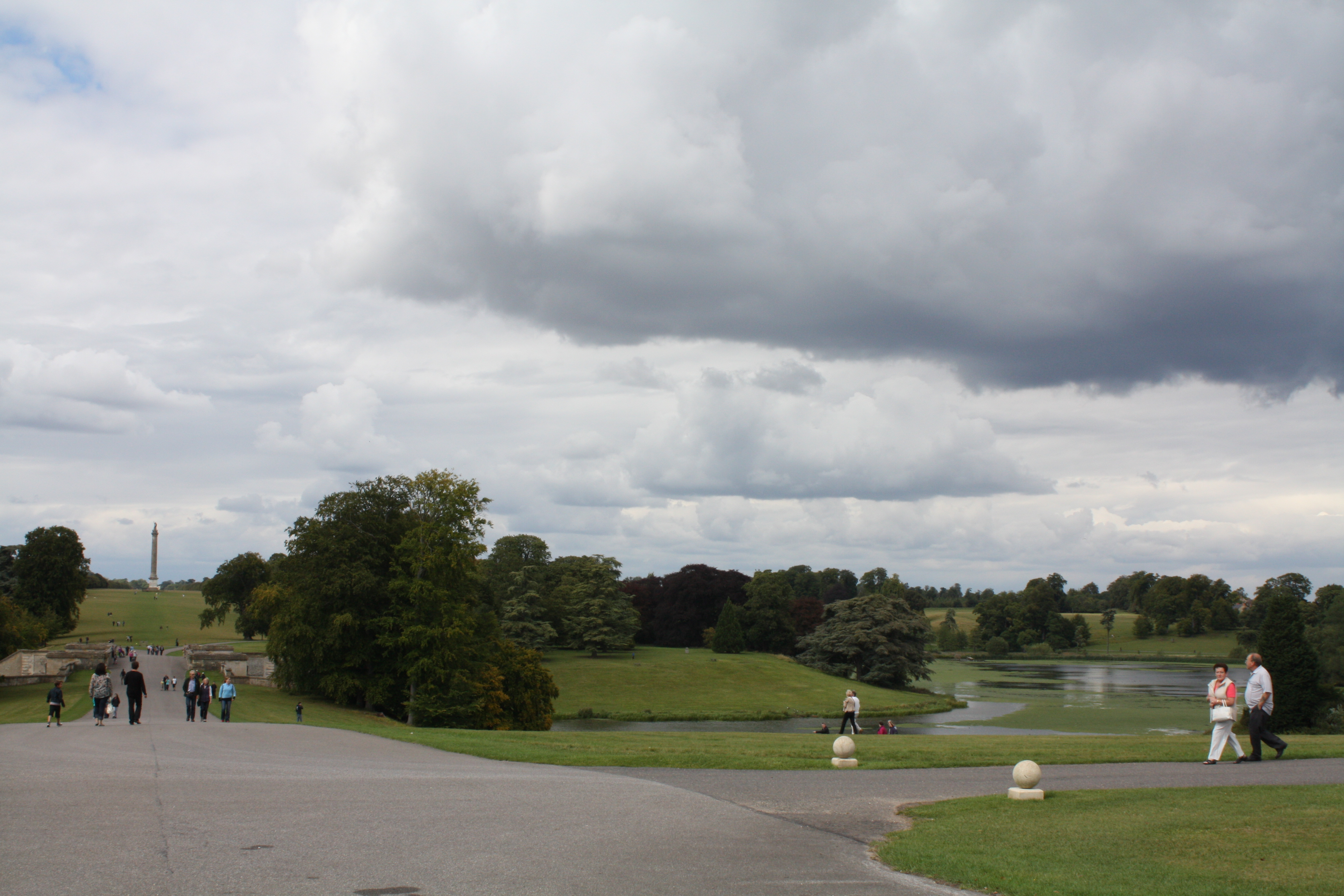
Platsen för Woodstocks slottsruin ligger idag nordost om den stora bron över sjön i Blenheim Palace slottspark.

Woodstocks slott (Woodstock Palace eller Woodstock Manor) var ett kungligt residens i Oxfordshire.
Slottet uppfördes 1129 som jaktslott åt Henrik I av England, som även anlade en zoologisk trädgård i slottets park. Det finns källor som pekar på att platsen även tidigare varit bebyggd och använts i kungliga sammanhang.
Slottet byggdes senare ut, och renoverades, i omgångar och var ett populärt kungligt residens under Huset Plantagenet. Henrik II tillbringade tid här med sin älskarinna Rosamund Clifford. Bröllopet mellan Vilhelm I av Skottland och Ermengarde de Beaumont ägde rum här 1186, och vigseln mellan den engelska prinsessan Mary av Waltham och Johan V av Bretagne år 1361. 
Under tudor-eran började slottet betraktas som omodernt i jämförelse med de renässanspalats som byggdes av Henrik VIII, som dock ändå besökte Woodstock ofta under de första decennierna av sin regeringstid.
Slottets exakta utseende är inte längre känt. De få avbildningar av slottet som existerar är sena, den tidigaste från 1665 visar en byggnad med medeltida torn och befästningar. Slottet ska ha haft sju kapell och en stor borggård där Henrik VII på 1400-talet lät anlägga en praktfull fontän.
Efter Wyattupproret 1554 hölls prinsessan Elisabet, den blivande Elisabet I av England, fången på slottet mellan maj 1554 och april 1555 av sin syster drottning Maria I. Hon lär ha ristat in följande vers i ett av slottets fönster:
Much suspected of me,
nothing proved can be,
Quoth Elizabeth prisoner.
(Jag misstänks för mycket, men inget kan bevisas, menar Elisabet, fånge)
Hon satt inte fången i själva slottsbyggnaden utan i slottets porthus, som uppförts 1507 och ännu var i relativt gott skick. 
Elisabet besökte endast tillfälligtvis Woodstock under sin regeringstid, och slottet började förfalla. Jakob I besökte slottet endast två gånger, då det bedömdes som fuktigt och förfallet, och hovet fick tränga ihop sig i porthuset. Karl I fick slottet av sin far under sin tid som kronprins 1617 och uppförde då ett antal träbyggnader i slottsparken, bland dem en matsalsbyggnad. 
Under det engelska inbördeskriget förstördes slottet. Ruinen och marken skänktes 1705 av drottning Anne till John Churchill, hertig av Marlborough, som erkänsla för hans seger i slaget vid Blenheim. 
På platsen lät han bygga Blenheim Palace, som fortfarande är bebott av familjen Marlborough. Sten från den gamla slottsruinen användes vid uppförandet av det nya slottet. Rester av Woodstocks slotts murar kan beskådas i slottsparken